# CentOS
CentOS är en fritt tillgänglig Linuxdistribution baserad på Red Hat Enterprise Linux (RHEL) och målet är att vara 100 procent kompatibel med denna. CentOS står för Community Enterprise Operating System.
Red Hat Enterprise Linux består helt av fri programvara och öppen källkod, men sammansatt som färdig distribution (på till exempel CD eller DVD) finns den bara tillgänglig för betalande prenumeranter. Källkoden finns också tillgänglig så som programvarulicenserna (till exempel GPL) kräver och utvecklarna av CentOS använder sig av denna för att skapa en version som är så lik som möjligt, men gratis och fritt tillgänglig. Tanken är att man ska kunna installera paket och köra program menade för RHEL, men utan att behöva betala. Emellertid får användarna då heller ingen support av Red Hat.